# Verkehrsverbund Warnow
Der Verkehrsverbund Warnow (VVW) ist ein Verkehrsverbund des öffentlichen Personen-Nahverkehrs (ÖPNV) in der Hansestadt Rostock und im Landkreis Rostock, durch den am 24. Mai 1998 ein einheitliches Flächentarifsystem für den ÖPNV der beteiligten Verkehrsunternehmen eingeführt wurde.

## Ziele
Wie auch bei anderen Verkehrsverbünden in Deutschland ist eines der Hauptziele ein räumlich und zeitlich abgestimmtes Verkehrsangebot. Hierzu zählen u. a. ein koordiniertes Liniennetz und einheitliche Beförderungsbedingungen. Des Weiteren soll es einen abgestimmten Fahrplan, einen einheitlichen Tarif sowie gemeinsame Tickets im gesamten Verbundgebiet geben. Auch gibt es aktuelle und klare Fahrgastinformationen sowie verkehrliche Abstimmungen mit den angrenzenden Regionen.

## Daten
Jährlich werden über 60 Millionen Fahrgäste befördert. Das Liniennetz umfasst über 4000 Kilometer und es gibt über 1000 Haltepunkte, die von über 200 Omnibussen, 53 Straßenbahnwagen, 35 Eisenbahnzügen und drei Fähren angefahren werden.

### Betriebsdaten
- 6 Straßenbahnlinien der RSAG (Hansestadt Rostock)
- 24 Stadtbuslinien der RSAG (Hansestadt Rostock)
- 6 Stadtbuslinien (Stadt Güstrow)
- 1 Stadtbuslinie (Stadt  Bad Doberan)
- 1 Stadtbuslinie (Stadt Bützow)
- 2 Nachtbuslinien der RSAG (sog. Fledermauslinien in Rostock)
- 2 Fährlinien (davon eine auch für Kraftfahrzeuge)
- 88 Regionalbuslinien
- 3 S-Bahn-Linien
- 2 Regionalbahnlinien (RB)
- 4 RegionalExpress-Linien (RE)
- 1 dampfbetriebene Schmalspurbahn (Molli)

## Geschichte
Etwa 1970 wurde ein gemeinsames Monatskartenangebot für die kombinierte Benutzung der verschiedenen Verkehrsmittel (Straßenbahn und Stadtbus sowie S-Bahn der Deutschen Reichsbahn) innerhalb Rostocks gebildet.
Nach der Wende wurde zum 1. März 1993 zunächst die Rostocker Tarifgemeinschaft (RVG) gebildet. Ein Jahr später trat der Gemeinschaftstarif Rostock in Kraft.
Am 1. März 1997 wurde der VVW gegründet, zum Fahrplanwechsel am 24. Mai 1998 wurde der Verbundtarif für die beteiligten Verkehrsunternehmen in der Hansestadt Rostock, im Landkreis Bad Doberan sowie (zunächst) für die Eisenbahnstrecken im Landkreis Güstrow eingeführt. Nach dem Beitritt der Omnibusgesellschaft Güstrow mbH (OVG) 1999 galt der VVW-Tarif auch bei den Buslinien im Landkreis Güstrow. Die Ostmecklenburgische Eisenbahn (OME) trat 2003 bei.
Nach einer Einführungsphase mit ständig erweiterter Anzahl von beteiligten Schulen bis 2000 wurde das SchülerTicket in Rostock eingeführt. Im Jahr 2010 wurde das FirmenTicket (später JobTicket) eingeführt. 2011 folgte das Mobil60-Ticket als Abonnement für über 60-Jährige.

## Tarifsystem
Um die Tarifzone Rostock sind die Regionalzonen 7–18 ringförmig aufgebaut. Neben der Zone Rostock gibt es für die Stadt Güstrow eine Tarifzone (Zone 13). Jede befahrene Zone wird nur einmal berechnet.
Die Bäderbahn Molli akzeptiert auf ihrer Schmalspurbahn-Strecke Bad Doberan – Heiligendamm – Kühlungsborn West lediglich Zeitkarten (Wochen- und Monatskarten) des VVW. Ausgeschlossen werden dabei allerdings die bei bestimmten Fahrscheinen möglichen Regelungen zur Übertragung bzw. zur Mitnahme weiterer Personen.

## Verkehrsunternehmen / Partner
Folgende Unternehmen sind Partner im Verkehrsverbund Warnow:
- Rostocker Straßenbahn AG (RSAG)
- DB Regio AG, Regio Nordost
- Mecklenburgische Bäderbahn Molli GmbH
- rebus Regionalbus Rostock GmbH
- Weiße Flotte GmbH
- Ostdeutsche Eisenbahn GmbH (ODEG)

Die Mecklenburg-Vorpommersche Verkehrsgesellschaft (MVVG), selbst nicht Mitglied im Verkehrsverbund Warnow, erkennt auf ihrer Regionalbus-Linie 304 nach Rostock im VVW-Verbundgebiet die Wochen- und Monatskarten des VVW an.